# NGC 4186
NGC 4186 је спирална галаксија у сазвежђу Береникина коса која се налази на NGC листи објеката дубоког неба.
Деклинација објекта је + 14° 43' 33" а ректасцензија 12h 14m 6,4s. Привидна величина (магнитуда) објекта NGC 4186 износи 13,8 а фотографска магнитуда 14,6. NGC 4186 је још познат и под ознакама NGC 4192B, UGC 7240, MCG 3-31-81, CGCG 98-111, VCC 101, PGC 39057.